# Porto Esperidião
Porto Esperidião é um município brasileiro, localizado no sudoeste mato-grossense do estado de Mato Grosso, a uma altitude de 160 metros acima do nível do mar. Sua área é de 5.810,977 km² e a sede está a 325 km da capital, Cuiabá.

## História
Porto Esperidião é uma das localidades fundadas a partir das Expedições do Marechal Rondon. Surgiu a partir da instalação de um posto telégráfico nas proximidades do Rio Jauru, que foi denominado Porto Salitre (em referência às salinas nas proximidades). Seu foi modificado para Porto Esperidião em 1920, em homenagem ao engenheiro Manoel Esperidião da Costa Marques realizou estudos de navegabilidade do Rio Jauru, na região do atual município de Cáceres, em 25 de agosto de 1898.
Porto Esperidião foi desmembrado de Cáceres e elevado a município em 13 de maio de 1986 (lei estadual nº 5012).

## Geografia
Destacam-se em seu relevo: a depressão Rio Paraguai, a calha do Rio Jauru. Planalto Residual Alto Guaporé, Serra de Santa Bárbara e das Salinas. A cobertura é majoritariamente não dobradas do Fanerozóico, Grupo Aguapeí. E faz parte da Bacia do Prata.
Seu clima é Tropical quente e sub-úmido, com 4 meses de seca (junho a setembro) e 3 meses de chuvas intensas (dezembro a fevereiro), com precipitação anual média de 1.500mm e temperatura média de 24°C (sendo máxima de 42°C e mínima de 0°C).

### Localização das cidades vizinhas

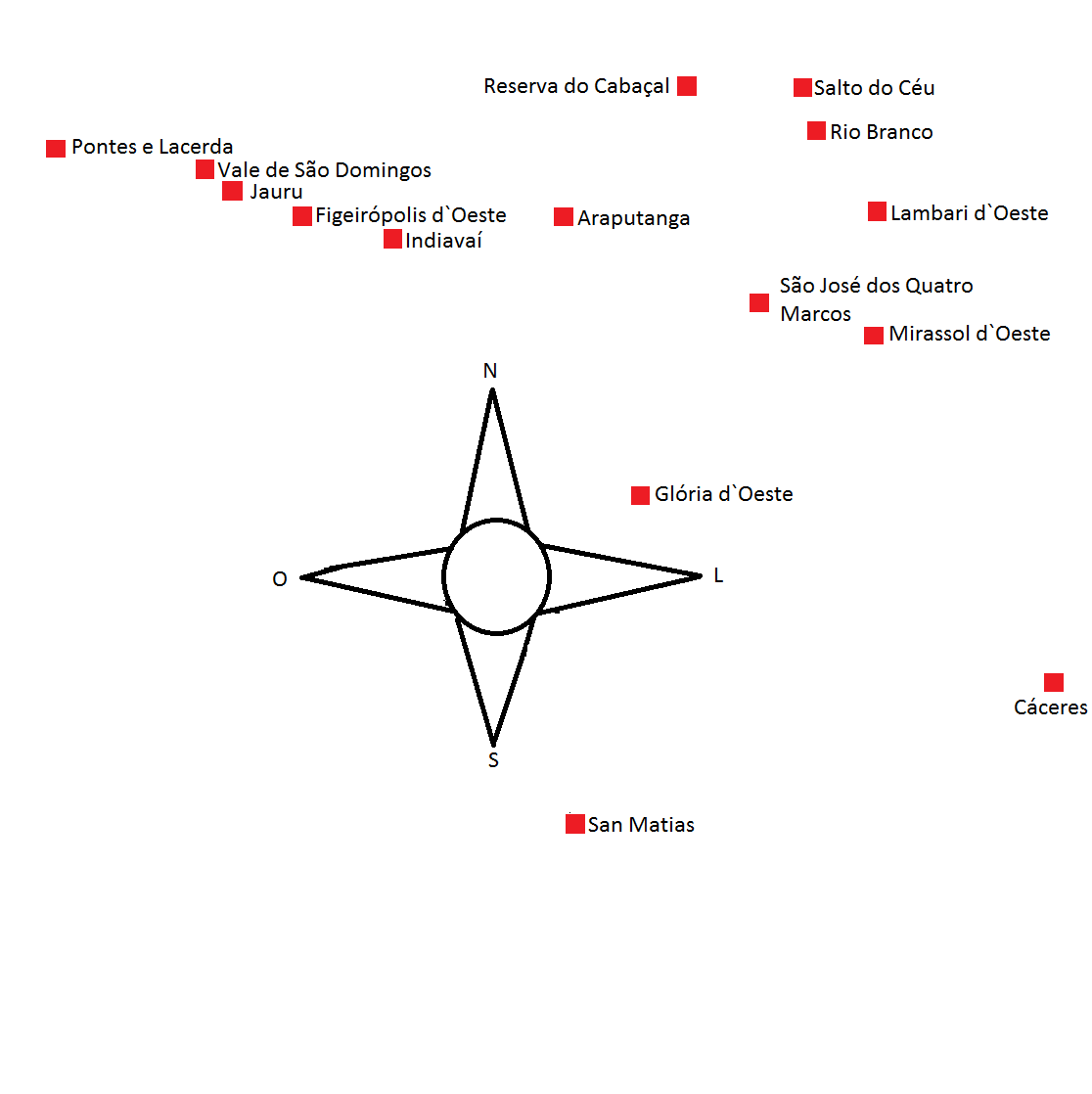

## Economia
A principal fonte de renda do município é a atividade agrícola e principalmente a pecuária, já que o município é um dos maiores produtores de gado do Brasil[carece de fontes?], também é produzido por pequenos produtores, leite de vaca que vão para laticínios da região.
O PIB per capita do município em 2014 era de R$ 13.820,58.
A mineração é uma atividade importante, recebendo mais de um milhão de reais em investimento em 2020, fazendo parte da compensação das barragens.

## Religião
Religião no Município de Porto Esperidião segundo o censo de 2010.
| Religião       | %    |
| -------------- | ---- |
| Catolicismo    | 72,6 |
| Protestantismo | 21,3 |
| Outras         | 1,8  |
| Sem religião   | 4,3  |

## População
População Total  2010: 11.031
- Homens: 5.899
- Mulheres: 5 132

Crescimento da população
| Ano                   | 1991  | 1996  | 2000  | 2007  | 2010   | 2017   |
| --------------------- | ----- | ----- | ----- | ----- | ------ | ------ |
| População             | 8.586 | 7.979 | 9.996 | 9.607 | 11.031 | 11.603 |
| Taxa de Crescimento % | N/A   | -7,06 | 25,27 | -3,89 | 14,82  | 5,18   |

## Paróquia

### Católica
| Diocese             | Paróquia                |
| ------------------- | ----------------------- |
| São Luís de Cáceres | Nossa Senhora de Fátima |

## Galeria

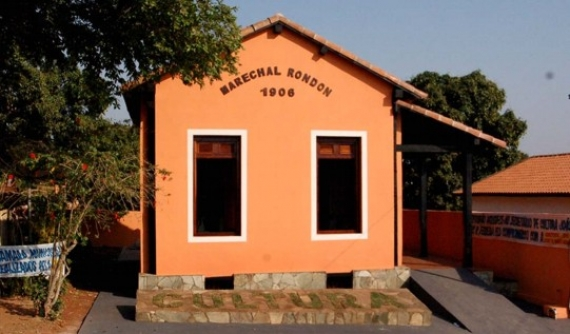
Posto telégrafo
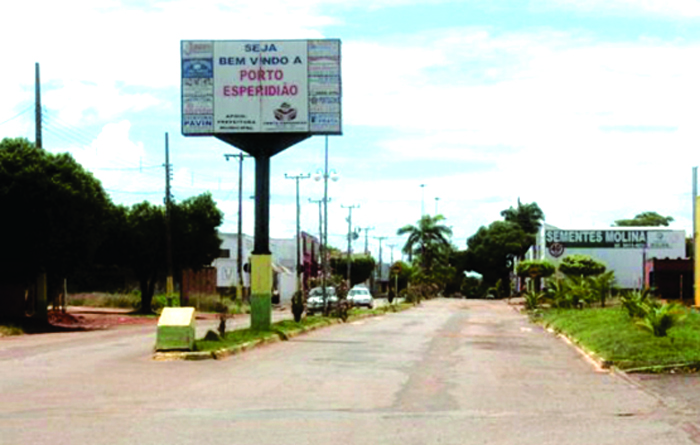
Principal entrada de acesso á Porto Esperidião
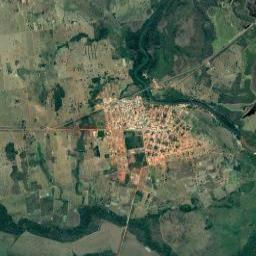
Imagem de satélite da cidade de Porto Esperidião

## Últimos prefeitos eleitos
| Ano  | Prefeito | Partido | Votos | %     | Ref    |
| ---- | -------- | ------- | ----- | ----- | ------ |
| 2004 | Zezinho  | PPS     | 2.672 | 50,06 | [ 13 ] |
| 2008 | Martins  | PR      | 2.679 | 44,65 | [ 14 ] |
| 2012 | Zé do PT | PT      | 3.277 | 51,83 | [ 15 ] |
| 2016 | Martins  | PMDB    | 2.827 | 46,16 | [ 16 ] |
| 2020 | Martins  | PSD     | 3.431 | 63,67 | [ 17 ] |